# Gavarra
Gavarra es una localidad española del municipio leridano de Coll de Nargó, en la comunidad autónoma de Cataluña.

## Historia
A mediados del siglo XIX, el lugar, por entonces con ayuntamiento propio, tenía contabilizada una población de 156 habitantes. La localidad aparece descrita en el octavo volumen del Diccionario geográfico-estadístico-histórico de España y sus posesiones de Ultramar de Pascual Madoz de la siguiente manera: 

GABARRA: l. con ayunt. en la prov. de Lérida (20 horas), part. jud. y adm. de rent. de Solsona (11), aud. terr. y c. g. de Barcelona (39), dióc. de Seo de Urgel (18): sit. en la cumbre de una gran colina, con poca ventilacion, pero no bastante de clima saludable. Componen la pobl. 26 casas con otras 5 esparcidas por el térm., de 30 palmos de altura por lo regular formando calles sucias y sin empedrar, con una plaza á un estremo del pueblo. La igl. parr. (San Saturnino), dista unos 40 pasos del pueblo en direccion S. con el cementerio á su proximidad capaz, y en parage que no perjudica á los vec: su curato es de la clase de rectorias y está servida por un rector nombrado por el diocesano: tambien en la misma direccion y como á 60 pasos hay una fuente de agua algo dulce, de que se sirven para sus usos domésticos. Confina el térm. por el N. con el de Balldargues (3/4 hora); E. Peramola (1), y S. y O. con Rialp (1): á 1/4 de hora de la pobl. corre un arroyo que da impulso á un molino harinero de una sola muela, quedando en algunas temporadas parado por secarse el agua del espresado arroyo. El terreno es montuoso, flojo, y de secano; y por su parte S. se levantan una cord. de montañas de bastante elevacion, llenas de precipicios y derrumbaderos, tan sumamente pendientes y escarpados, que ni aun el ganado puede transitar por ellos sin grave esposicion: tiene unos 200 jornales de tercera calidad dedicados al cultivo, y comprende sobre 3,500 de bosque de pinos y matorrales. Los caminos dirigen á Peramola y Pons, de herradura y en regular estado. prod.: centeno, cebada, avena y patatas; cria ganado lanar, cabrio y mayor para la agricultura, con caza de perdices y conejos; hay tambien animales dañinos como lobos, zorras y otros. Celebra la fiesta el tercer domingo de setiembre de cada año. pobl.: 31 vec., 156 alm. cap. imp.: 19,397 rs. contr.: el 14'28 por 100 de esta riqueza.
(Madoz, 1847, p. 260)

## Geografía humana

### Demografía
| Gráfica de evolución demográfica de Gabarra entre 1842 y 1960 |
| |
| Población de derecho según los censos de población del INE Población de hecho según los censos de población del INEEntre el censo de 1970 y el anterior, este municipio desaparece porque se integra en el municipio 25077 (Coll de Nargó) |

El municipio de Gabarra desapareció en 1969, al ser incorporado junto con el de Montanisell al término municipal de Coll de Nargó. En 2022, la entidad singular de población de Gavarra tenía empadronados 41 habitantes y el núcleo de población 21 habitantes.

## Patrimonio

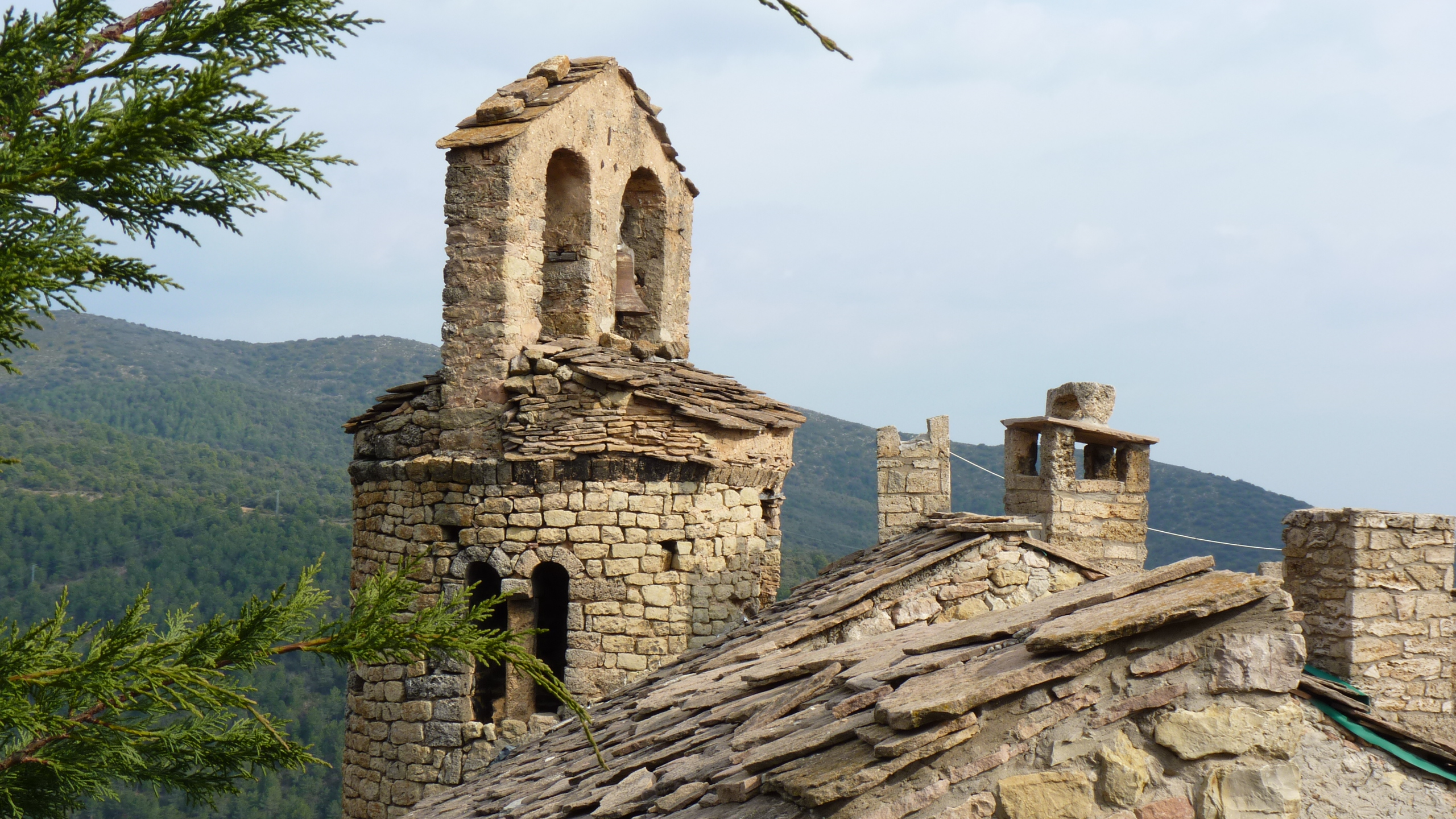
Iglesia de San Saturnino

En el lugar hay una iglesia bajo la advocación de San Saturnino.